# Uta-Maria Kuder
Pour les articles homonymes, voir Kuder.
Uta-Maria Kuder, née le 12 novembre 1957 à Düsseldorf, est une femme politique allemande membre de l'Union chrétienne-démocrate d'Allemagne (CDU).
Elle est actuellement ministre de la Justice de Mecklembourg-Poméranie-Occidentale entre 2006 et 2016.

## Biographie
En 1982, elle passe son Abitur avec succès et intègre l'année suivante l'Université de Cologne afin d'y étudier le droit. Elle achève ses études en 1990 en réussissant son premier examen juridique d'État. Elle effectue alors un stage de trois ans à la cour d'appel régionale de Düsseldorf, et obtient son second examen juridique d'État.
Elle travaille un an au département municipal du Travail de Düsseldorf comme administratrice, puis elle devient juriste au département juridique de la ville de Greifswald jusqu'en 1995, année où elle en prend la direction pour quatre ans.
De confession catholique, elle est mariée et à un enfant.

## Activité politique
En 2003, elle est nommée sénatrice pour la Jeunesse, la Culture et les Affaires sociales et deuxième adjointe au maire de Greifswald. Trois ans plus tard, elle devient première adjointe.
Uta-Maria Kuder est nommée ministre de la Justice du Mecklembourg-Poméranie-Occidentale dans la grande coalition d'Harald Ringstorff le 7 novembre 2006. Elle est désignée membre de la chambre des régions du Congrès des pouvoirs locaux et régionaux en mars 2007.
Élue Vice-présidente régionale de l'Union chrétienne-démocrate d'Allemagne (CDU) en novembre 2007, elle est maintenue à son poste ministériel quand Erwin Sellering est investi ministre-président le 6 octobre 2008. Confirmée le 25 octobre 2011, elle est relevée de ses fonctions le 1er novembre 2016.